# Nicasio (California)
Nicasio es un lugar designado por el censo ubicado en el condado de Marin en el estado estadounidense de California. En el año 2010 tenía una población de 96 habitantes.

## Geografía
Nicasio se encuentra ubicado en las coordenadas 38°3′31.18″N 122°42′1.38″O / 38.0586611, -122.7003833.